# ماتياس إسكوبار
ماتياس إسكوبار (بالإسبانية: Matías Escobar)‏ (21 أبريل 1982 بروساريو في الأرجنتين - ) هو لاعب كرة قدم أرجنتيني في مركز الوسط. لعب مع أتليتيكو توكومان وتيغري وجيمناسيا لابلاتا وروزاريو سنترال وكايسري سبور ودوكسا كاتوكوبياس ‏ وBoca Unidos ‏ وإينوسيس نيون باراليمني ‏.

## وصلات خارجية
- ماتياس إسكوبار على موقع اتحاد تركيا (لاعب) (الإنجليزية)
- ماتياس إسكوبار على موقع قاعدة بيانات كرة القدم.إي يو (الإنجليزية)
- ماتياس إسكوبار على موقع Soccerway.com (الإنجليزية)
- ماتياس إسكوبار على موقع عالم كرة القدم.نت (الإنجليزية)